# Heath Hembree
Richard Heath Hembree (nacido el 13 de enero de 1989), apodado Heater, es un béisbolista profesional estadounidense que actualmente se encuentra como agente libre. Listado con una altura de 6 pies 4 pulgadas (1,9 m) y un peso de 220 libras (99,8 kg), Hembree lanza y batea con la mano derecha. Hizo su debut en las Grandes Ligas de Béisbol (MLB) con los San Francisco Giants en 2013 y también ha jugado para los Boston Red Sox, Philadelphia Phillies, Cincinnati Reds, New York Mets, Pittsburgh Pirates, Los Angeles Dodgers y Tampa Bay Rays.

## Primeros años
Hembree jugó béisbol y fútbol americano en la Broome High School en su ciudad natal Spartanburg, Carolina del Sur. Fue un destacado lanzador y mariscal de campo en Broome, pero no lanzó como senior en 2007 debido a una lesión de rodilla sufrida jugando fútbol. En su última temporada como senior, Hembree fue bateador designado, y tuvo un promedio de bateo de .320.

## Carrera amateur
Hembree inicialmente asistió a la University of South Carolina, pero solo tuvo una aparición como lanzador en toda su primera temporada como estudiante en 2008. Luego se trasladó a la Universidad Metodista de Spartanburg, una universidad comunitaria que es parte de la National Junior College Athletic Association. Como estudiante transferido, tuvo un récord de 7-0 con una efectividad de carreras limpias de 1.22. Después de recibir una beca para el College of Charleston, una escuela de la División I de la NCAA, Hembree se trasladó allí, donde pasó su última temporada de béisbol universitario. También persiguió una carrera en educación física.

## Carrera profesional

### San Francisco Giants
Hembree fue seleccionado en la quinta ronda del draft de la MLB de 2010 por el San Francisco Giants.
2010
Hembree comenzó su carrera profesional en 2010, lanzando para los Arizona League Giants y registrando una efectividad de carreras limpias de 0.82 en 12 apariciones como relevista, con 22 ponches y 3 salvamentos en 11 entradas y un tercio.
2011
En 2011, Hembree jugó para los San Jose Giants de Clase A Avanzada, donde tuvo una destacada temporada como cerrador. En 53 apariciones, registró una efectividad de carreras limpias de 1.86, con 78 ponches y 38 salvamentos en 53 entradas y dos tercios. Fue seleccionado para participar en el Juego de Estrellas del Juego de Futuras Estrellas de las Ligas Menores de Béisbol.
2012
En 2012, Hembree comenzó la temporada con los Richmond Flying Squirrels de Doble-A y luego fue ascendido a los Fresno Grizzlies de Triple-A. En total, registró una efectividad de carreras limpias de 4.19 en 53 apariciones, con 98 ponches y 15 salvamentos en 59 entradas y un tercio. 
2013

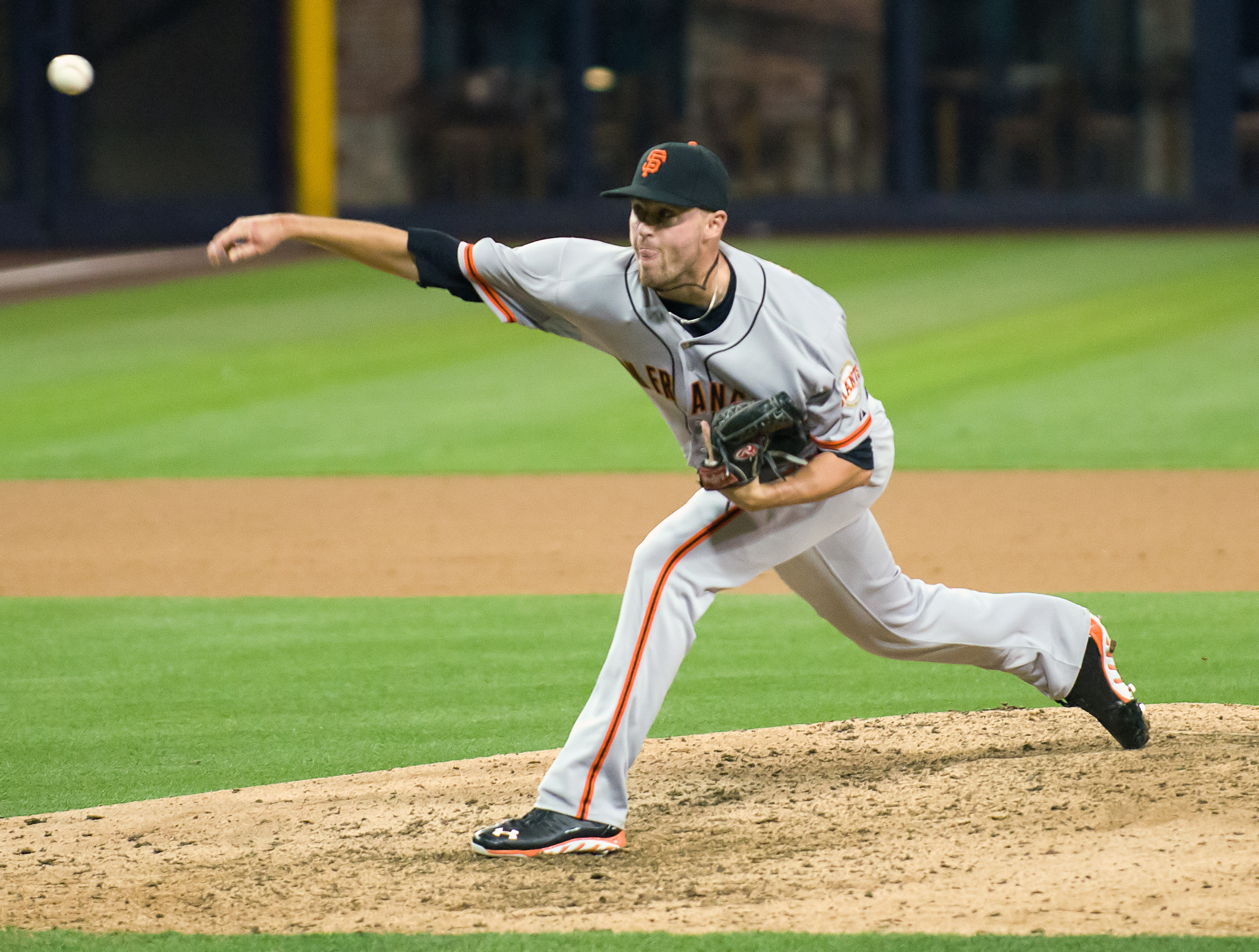
Hembree con los San Francisco Giants en 2013

Hembree hizo su debut en las Grandes Ligas el 3 de septiembre de 2013, con el San Francisco Giants. En su primera temporada en las mayores, apareció en nueve juegos como relevista, registrando una efectividad de carreras limpias de 0.00 en siete entradas y un tercio, con 12 ponches.

### Boston Red Sox
El 31 de julio de 2014, Hembree fue transferido a los Boston Red Sox en un intercambio que involucró a varios jugadores, incluyendo a Jake Peavy. Con los Red Sox, Hembree se estableció como un relevista confiable en el bullpen. En cinco temporadas con el equipo, registró una efectividad de carreras limpias de 3.70 en 204 apariciones, con 202 ponches en 196 entradas y dos tercios. 

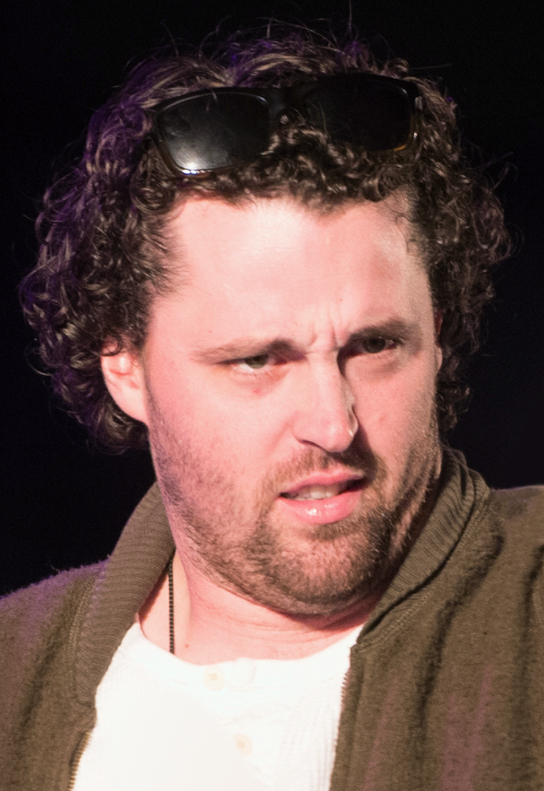
Hembree en un espectáculo de USO en Alemania en 2015

Durante su tiempo con los Red Sox, Hembree fue miembro del equipo que ganó la Serie Mundial en 2018.

### Philadelphia Phillies
El 19 de agosto de 2020, Hembree fue transferido a los Philadelphia Phillies. Con los Phillies, tuvo una efectividad de carreras limpias de 12.54 en nueve apariciones.

### Cincinnati Reds
El 21 de agosto de 2021, Hembree fue transferido a los Cincinnati Reds. Con los Reds, registró una efectividad de carreras limpias de 4.38 en 22 apariciones, con 19 ponches en 24 entradas y dos tercios.

### New York Mets
El 5 de julio de 2021, Hembree fue transferido a los New York Mets. Con los Mets, tuvo una efectividad de carreras limpias de 2.63 en 12 apariciones, con 12 ponches en 13 entradas y dos tercios.

### Pittsburgh Pirates
El 6 de marzo de 2022, Hembree firmó un contrato de ligas menores con los Pittsburgh Pirates. Fue llamado al equipo de Grandes Ligas el 26 de abril. Con los Pirates, tuvo una efectividad de carreras limpias de 5.87 en 17 apariciones, con 15 ponches en 15 entradas y un tercio.

### Los Angeles Dodgers
El 29 de junio de 2022, Hembree fue transferido a Los Angeles Dodgers. Con los Dodgers, registró una efectividad de carreras limpias de 5.68 en 8 apariciones, con 10 ponches en 6 entradas y un tercio.

### Tampa Bay Rays
El 18 de enero de 2023, Hembree firmó un contrato de ligas menores con la organización de los Tampa Bay Rays. Fue asignado al equipo de Triple-A Durham Bulls para comenzar el año, donde registró un récord de 3-1 y una efectividad de 1.29 en 8 apariciones como relevista. El 25 de abril, Hembree tuvo su contrato seleccionado para el roster activo. Esa noche, Hembree lanzó 1.1 entradas sin permitir carreras como relevista, ponchando a dos bateadores y otorgando un boleto. Fue designado para asignación al día siguiente después de la promoción de Zack Burdi. El 28 de abril, eligió la agencia libre.

### Detroit Tigers
El 1 de mayo de 2023, Hembree firmó un contrato de ligas menores con la organización de los Detroit Tigers. Hizo 6 apariciones para el equipo de Triple-A Toledo Mud Hens antes de sufrir una lesión en el antebrazo. El 2 de julio, Hembree fue liberado por los Tigres.

## Vida personal
Hembree y su esposa Maci se casaron en 2017 y tienen dos hijos.